# Xã Laurel, Quận Hocking, Ohio
Xã Laurel (tiếng Anh: Laurel Township) là một xã thuộc quận Hocking, tiểu bang Ohio, Hoa Kỳ. Năm 2010, dân số của xã này là 1.166 người.